# Villegas, 7
El edificio situado en la calle Villegas, 7 es un inmueble de estilo art decó aerodinámico del Ensanche Modernista en la ciudad española de Melilla que forma parte del Conjunto Histórico Artístico de la Ciudad de Melilla, un Bien de Interés Cultural.

## Historia
Fue construido entre 1947-1949 según diseño del arquitecto Enrique Nieto.

## Descripción
Está construido en ladrillo macizo. Dispone de planta baja y cuatro sobre esta.
Sus fachadas son extremadamente austeras, con bajos sin decoración y plantas altas con balconadas de fábrica y miradores redondedos en los chaflanes, rematados por tejados cónicos regionalistas.